# 2008–2009-es osztrák labdarúgókupa
A 2008–2009-es osztrák labdarúgókupa az ÖFB Stiegl-Cup 75. sorozata volt. A kupasorozatot az Osztrák labdarúgó-szövetség rendezte. A selejtező első mérkőzéseit 2008. július 18-án, a döntőt 2009. május 24-én játszották.
A teljes kupasorozatot egyenes kieséses rendszerben, fordulónként egy mérkőzéssel játszották. A címvédő SV Horn a harmadik fordulóban kapcsolódott be a küzdelembe, de rögtön ki is esett. A döntőt semleges helyszínen, Mattersburgban játszotta a Trenkwalder Admira és az Austria Wien csapata. A rendes játékidő döntetlenje után hosszabbításban győzött az Austria csapata.

## Selejtező
A selejtezőben 58 amatőr egyesület vett részt. A sorsoláskor figyelembe vették a földrajzi elhelyezkedést és tartományonként csoportokat alkottak. A selejtező huszonkilenc mérkőzését 2008. július 18. és augusztus 3. között játszották. A győztesek a főtábla első fordulójába jutottak.
| 1. csapat                    | Eredmény              | 2. csapat               |
| ---------------------------- | --------------------- | ----------------------- |
| SC Spittal/Drau              | 4–0                   | SC Gmund                |
| SV Wienerberger              | 2–1                   | SC Ostbahn 11           |
| SC/ESV Parndorf              | 4–2                   | SV Stegersbach          |
| TSV Hartberg                 | 0–0 (h.u., b.p.: 4–5) | Post SV Fußball         |
| SC Zwettl                    | 3–1 (h.u.)            | SV Leobendorf           |
| SV Langenrohr                | 0–2                   | FC Waidhofen/Ybbs       |
| WAC St. Andrä                | 1–1 (h.u., b.p.: 4–5) | Slovenski AK Klagenfurt |
| ASK Voitsberg                | 0–1                   | SC Weiz                 |
| SC Kalsdorf                  | 1–5                   | Grazer AK               |
| ASK Baumgarten               | 2–3 (h.u.)            | SV Oberwart             |
| Vienna                       | 1–1 (h.u., b.p.: 4–5) | Wiener SK               |
| SV Grieskirchen              | 1–4                   | FC Blau Weiss Linz      |
| Trenkwalder Admira tartalék  | 4–0                   | SV Haitzendorf          |
| SV Feldkirchen               | 1–2                   | FC Kärnten              |
| FC V. P. Sturm 19 St. Pölten | 0–10                  | SKU Amstetten           |
| SR-Fach Donaufeld            | 0–2                   | FAC Team für Wien       |
| SV Würmla                    | 3–2                   | ASV Vösendorf           |
| UFC Fehring                  | 1–0                   | USV Allerheiligen       |
| Union St. Florian            | 1–0                   | LASK Linz tartalék      |
| FC Wels                      | 2–1 (h.u.)            | ASKÖ Linz               |
| Sturm Graz tartalék          | 1–4                   | SV Bad Aussee           |
| FC Puch                      | 1–6                   | SV Seekirchen           |
| USK Leube Anif               | 3–4 (h.u.)            | TSV St. Johann          |
| SPG Union Innsbruck          | 5–4                   | SPG Axams Götzens       |
| FC Kufstein                  | 0–0 (h.u., b.p.: 1–4) | SC Schwaz               |
| FC Dornbirn                  | 0–0 (h.u., b.p.: 6–5) | SV Hall                 |
| Blau Weiss Feldkirch         | 0–0 (h.u., b.p.: 7–8) | FC Hard                 |
| FC Pasching                  | 6–1                   | SV Sierning             |
| ASK Horitschon               | 2–0                   | SV Neudörfl             |

## Első forduló
Az első fordulóban a selejtező továbbjutói kiegészültek az első-, és másodosztály 22 csapatával, valamint a tartományi kupagyőztesekkel. A forduló sorsolását 2008. augusztus 4-én tartották. A mérkőzéseket 2008. augusztus 14. és 17. között játszották.
| 1. csapat               | Eredmény              | 2. csapat                   |
| ----------------------- | --------------------- | --------------------------- |
| TSV Pöllau              | 1–3                   | Trenkwalder Admira          |
| 1. SC Sollenau          | 0–1                   | FC Magna Wiener Neustadt    |
| SV Oberwart             | 0–3                   | DSV Leoben                  |
| SV Hallein 04           | 0–7                   | Red Bull Juniors Salzburg   |
| WSG Wattens             | 2–2 (h.u., b.p.: 6–8) | Austria Wien tartalék       |
| FC Pasching             | 1–4                   | FC Red Bull Salzburg        |
| Slovenski AK Klagenfurt | 1–3                   | 1. FC Vöcklabruck           |
| FC Kärnten              | 0–5                   | SK Rapid Wien               |
| Grazer AK               | 1–2                   | SC Rheindorf Altach         |
| UFC Fehring             | 1–4                   | FC Lustenau 07              |
| FC Dornbirn             | 0–2                   | SK Sturm Graz               |
| SPG Union Innsbruck     | 2–4 (h.u.)            | SKN St. Pölten              |
| SC Hard                 | 1–2                   | SK Austria Kärnten          |
| FAC Team für Wien       | 1–4                   | SV Ried                     |
| SV Spittal/Drau         | 3–0                   | FC Gratkorn                 |
| DSV St. Johann          | 0–3                   | Kapfenberger SV             |
| SV Bad Aussee           | 1–5                   | FK Austria Wien             |
| FC Wels                 | 1–1 (h.u., b.p.: 5–4) | SC Austria Lustenau         |
| FC Blau Weiss Linz      | 0–1                   | SV Mattersburg              |
| SC/ESV Parndorf         | 1–0 (h.u.)            | FC Wacker Innsbruck         |
| SV Seekirchen           | 1–3                   | SV Grödig                   |
| SC Bregenz              | 1–3                   | LASK Linz                   |
| SK Unterpetersdorf      | 1–2                   | Trenkwalder Admira tartalék |
| SV Wienerberger         | 4–1                   | SC Zwettl                   |
| Post SV Fußball         | 1–2                   | SC Weiz                     |
| SV Würmla               | 3–1 (h.u.)            | SV Lendorf                  |
| FC Waidhofen/Ybbs       | 0–2                   | Wiener SK                   |
| SC Unterfrauenhaid      | 1–0                   | SKU Amstetten               |
| SC Schwaz               | 1–4                   | SPG Neuhofen Ried           |
| SK Rapid Wien tartalék  | 3–0                   | Union St. Florian           |

## Második forduló
A forduló sorsolását 2008. augusztus 19-én tartották. A mérkőzéseket 2008. szeptember 12-én és 13-án játszották.
| 1. csapat                   | Eredmény              | 2. csapat                 |
| --------------------------- | --------------------- | ------------------------- |
| SV Würmla                   | 2–1                   | Red Bull Juniors Salzburg |
| SC Unterfrauenhaid          | 1–2                   | FC Lustenau 07            |
| Wiener SK                   | 0–4                   | SV Mattersburg            |
| SC Weiz                     | 1–4                   | Austria Wien tartalék     |
| SPG Neuhofen Ried           | 0–5                   | SK Sturm Graz             |
| FC Wels                     | 0–0 (h.u., b.p.: 5–3) | LASK Linz                 |
| Trenkwalder Admira tartalék | 0–3                   | FK Austria Wien           |
| SV Wienerberger             | 4–3                   | SKN St. Pölten            |
| SK Rapid Wien tartalék      | 2–1                   | SC Rheindorf Altach       |
| SC/ESV Parndorf             | 1–1 (h.u., b.p.: 5–6) | FC Magna Wiener Neustadt  |
| Trenkwalder Admira          | 1–0                   | SV Grödig                 |
| SK Austria Kärnten          | 1–1 (h.u., b.p.: 3–5) | SV Ried                   |
| FC Red Bull Salzburg        | 4–2                   | 1. FC Vöcklabruck         |
| DSV Leoben                  | 1–4 (h.u.)            | SK Rapid Wien             |
| SV Spittal/Drau             | 0–3                   | Kapfenberger SV           |

## Harmadik forduló
Az előző évi győztes SV Horn ebben a fordulóban kapcsolódott be a küzdelmekbe. A forduló sorsolását 2008. szeptember 14-én tartották. A mérkőzéseket 2008. október 28-án és 29-én játszották.
| 1. csapat              | Eredmény | 2. csapat                |
| ---------------------- | -------- | ------------------------ |
| FC Lustenau 07         | 1–5      | FK Austria Wien          |
| FC Red Bull Salzburg   | 1–2      | Austria Wien tartalék    |
| SV Ried                | 3–2      | SK Rapid Wien            |
| SV Horn                | 0–1      | SK Sturm Graz            |
| SK Rapid Wien tartalék | 5–1      | SV Mattersburg           |
| FC Wels                | 0–3      | Kapfenberger SV          |
| SV Wienerberger        | 0–1      | FC Magna Wiener Neustadt |
| SV Würmla              | 0–1      | Trenkwalder Admira       |

## Negyeddöntő
A negyeddöntő sorsolását 2008. november 9-én tartották.
| 2009. március 3. 18:00 CET | Kapfenberger SV | 1 – 2 | FC Magna Wiener Neustadt | Franz-Fekete-Stadion, Kapfenberg |
| 2009. március 3. 18:00 CET | Zimmerman 46'   |       | Kurtisi 17' Aigner 66'   | Franz-Fekete-Stadion, Kapfenberg |

| 2009. március 3. 19:00 CET | Trenkwalder Admira         | 2 – 2 (h.u.) | SV Ried                | Bundesstadion Südstadt, Maria Enzersdorf |
| 2009. március 3. 19:00 CET | Schicker 90' Hanickel 101' |              | Berger 85' Salihi 117' | Bundesstadion Südstadt, Maria Enzersdorf |

|  |       | 11-esekkel |
|  | 4 – 3 |            |

| 2009. március 3. 19:30 CET | SK Rapid Wien tartalék | 1 – 1 (h.u.) | Austria Wien tartalék | Gerhard Hanappi Stadium, Bécs |
| 2009. március 3. 19:30 CET | Fröschl 39'            |              | Sulimani 83'          | Gerhard Hanappi Stadium, Bécs |

|  |       | 11-esekkel |
|  | 1 – 4 |            |

| 2009. március 3. 20:30 CET | SK Sturm Graz | 1 – 1 (h.u.) | FK Austria Wien | UPC-Arena, Graz |
| 2009. március 3. 20:30 CET | Hassler 108'  |              | Sun Xiang 114'  | UPC-Arena, Graz |

|  |       | 11-esekkel |
|  | 3 – 5 |            |

## Elődöntő
Az elődöntő sorsolását 2009. március 8-án tartották.
| 2009. április 21. 19:00 CEST | Austria Wien tartalék | 1 – 3                 | Trenkwalder Admira                          | Horr Stadion, Bécs Nézőszám: 2 536 Játékvezető: Hofmann |
| 2009. április 21. 19:00 CEST | Korsós 63' (11-esből) | Jegyzőkönyv (németül) | Friesenbichler 11' 82' (11-esből) Pusić 75' | Horr Stadion, Bécs Nézőszám: 2 536 Játékvezető: Hofmann |

| 2009. április 22. 18:15 CEST | FC Magna Wiener Neustadt | 0 – 1                 | Austria Wien | Stadion Wiener Neustadt, Wiener Neustadt Nézőszám: 6 800 Játékvezető: Einwaller |
| 2009. április 22. 18:15 CEST |                          | Jegyzőkönyv (németül) | Okotie 47'   | Stadion Wiener Neustadt, Wiener Neustadt Nézőszám: 6 800 Játékvezető: Einwaller |

### Döntő
| 2009. május 24. 16:30 CEST | Trenkwalder Admira | 1 – 3 (h.u.) | Austria Wien                  | Pappelstadion, Mattersburg Nézőszám: 10 200 Játékvezető: Thomas Gangl |
| 2009. május 24. 16:30 CEST | Laschet 72'        |              | Okotie 60' Aćimovič 94', 100' | Pappelstadion, Mattersburg Nézőszám: 10 200 Játékvezető: Thomas Gangl |